# Juan de Valdés
Juan de Valdés (Cuenca, ca 1490 – Napels, juli 1541) was een hervormingsgezinde Spaanse theoloog en humanist. Hij was een tweelingbroer van Alfonso de Valdés.

## Biografie
Juan de Valdes werd omstreeks 1490 geboren in Cuenca als kind van Fernando de Valdés en María Berrera. Zijn ouders waren conversos. Enkele familieleden werden bestraft door de Spaanse Inquisitie, maar Alfonso en Juan slaagden erin om aan de inquisitie te ontsnappen. Hij studeerde aan de universiteit van Alcalá de Henares. Aan deze universiteit had hij veel contact met humanistische geleerden, zoals Juan en Francisco de Vergara. Daarnaast correspondeerde Valdés met Desiderius Erasmus.
In 1529 verscheen het boek Diálogo de doctrina christiana van Valdés. Dit werk werd niet goed ontvangen door de inquisitie en hierdoor was hij ten slotte genoodzaakt om het land te verlaten. Hij vertrok waarschijnlijk eerst naar het keizerlijk hof in Brussel waar zijn broer werkte en streek vervolgens in Rome neer waar hij ging werken voor Juan Ginés de Sepúlveda. In 1532 vertrok hij naar Napels om daar als archivaris te werken. Tijdens zijn periode in Napels schreef hij een aantal werken, maar deze zouden pas in grotere kring verspreid worden na zijn overlijden. In Napels ging hij deel uitmaken van een groep mensen die theologie bespraken, onder wie Giulia Gonzaga, Vittoria Colonna en Petrus Martyr Vermigli. Valdés verspreidde vóór zijn dood in 1541 een groot aantal religieuze traktaten, bijbelvertalingen en commentaren in het Spaans in zijn kring.

## Nalatenschap
Het merendeel van de publicaties van Valdés verscheen pas na zijn dood in druk. Zo werd in 1545 Valdés' Alfabeto christiano in het Italiaans vertaald door Giulia Gonzaga en verschenen zijn bijbelcommentaren tijdens de tweede en derde zittingsperiode van het Concilie van Trente in Genève. Met het einde van de godsdienstoorlogen verdween ook de aandacht voor het werk van Valdés. Zijn Diálogo de la lengua wordt door Spaanse literatuurwetenschappers gezien als een van de grote werken van de Spaanse Renaissance.

## Hervormer
In zijn werk benadrukte Valdés, net zoals Luther en Calvijn, het belang van de Schrift en een begrip van leven en geloof waarbij Christus centraal stond. In zijn Le cento et dieci considerationi legde Valdés uit dat mensen alleen geluk konden vinden als ze Christus kenden. Ondanks zijn overeenkomsten met Calvijn en Luther zocht Valdés nooit naar een afscheiding van de kerk van Rome. Valdés behoorde dan ook tot de beweging van de Spirituali en hoewel zij kritiek op de kerk niet schuwden, zochten ze nooit naar oplossingen voor haar problemen buiten de bestaande hiërarchie en structuur.